# イソフタル酸
イソフタル酸（イソフタルさん、Isophthalic acid）または、ベンゼン-1,3-ジカルボン酸（benzene-1,3-dicarboxylic acid）は、分子量 166.14 で、ベンゼン環のメタ位にカルボキシル基(カルボキシ基)が置換したC6H4(COOH)2の芳香族ジカルボン酸である。異性体にフタル酸とテレフタル酸がある。酸無水物として、無水イソフタル酸が確認されている。
イソフタル酸は、m-キシレンをクロム酸で酸化すると得られる。また、メシチレンを酸化するか、ピルビン酸を水酸化バリウム水溶液で濃縮するとウビト酸（5-メチルイソフタル酸）が得られる。